# Lena Häcki-Groß
Lena Häcki-Groß, geb. Lena Häcki (* 1. Juli 1995 in Engelberg), ist eine Schweizer Biathletin. Sie gewann als Juniorin mehrere WM-Medaillen und debütierte 2014 im Biathlon-Weltcup, wo sie zu den führenden Sportlerinnen ihres Teams zählt. Im Winter 2023/24 feierte sie ihre ersten Weltcupsiege.

## Karriere

### Erfolge als Juniorin und Aufstieg in den Weltcup (bis 2016)
In ihrer Jugend verfolgte Häcki-Groß parallel mehrere Sportarten: Unter anderem war sie als Kletterin und Schwimmerin aktiv, ehe sie im Verein Nordic Engelberg mit 14 Jahren das Skilanglaufen und zwei Jahre später den Biathlonsport aufnahm. Sie konzentrierte sich auf diese Disziplin und qualifizierte sich ab 2012 regelmässig für die Jugend- und Juniorenweltmeisterschaften, wo sie an der Seite von Tanja Bissig und Sabine di Lallo im Staffelrennen 2013 in Obertilliach Dritte wurde. In ihrem letzten Jahr als Juniorin gewann Häcki-Groß bei den Weltmeisterschaften 2016 in Cheile Grădiștei zwei Silbermedaillen, jeweils hinter der etwa gleichaltrigen Hanna Öberg, die sie im Sprint um 0,6 Sekunden und in der Verfolgung um 13,7 Sekunden schlug. In beiden Wettkämpfen hatte Häcki-Groß die schnellsten Laufzeiten, verfehlte aber am Schiessstand – anders als Öberg – jeweils mehrere Scheiben.
Schon während ihrer Zeit als Juniorin rückte Häcki-Groß in das Weltcupteam des Schweizer Skiverbands Swiss-Ski auf. Ab dem Frühjahr 2013 war sie Teil des C-Kaders, im Winter 2014/15 debütierte sie im Biathlon-Weltcup und wurde im April 2015 als A-Kader-Athletin eingestuft. In ihrer ersten Weltcupsaison bestritt Häcki-Groß zehn Wettkämpfe (drei davon im Rahmen der Weltmeisterschaften 2015) und erzielte als bestes Ergebnis einen zwölften Rang beim Sprint in Antholz. In den folgenden Jahren wurde sie zum festen Bestandteil der ersten Schweizer Mannschaft, in der neben ihr vor allem die drei Schwestern Selina, Elisa und Aita Gasparin die führenden Rollen einnahmen.

### Erweiterte Weltspitze (2016 bis 2023)

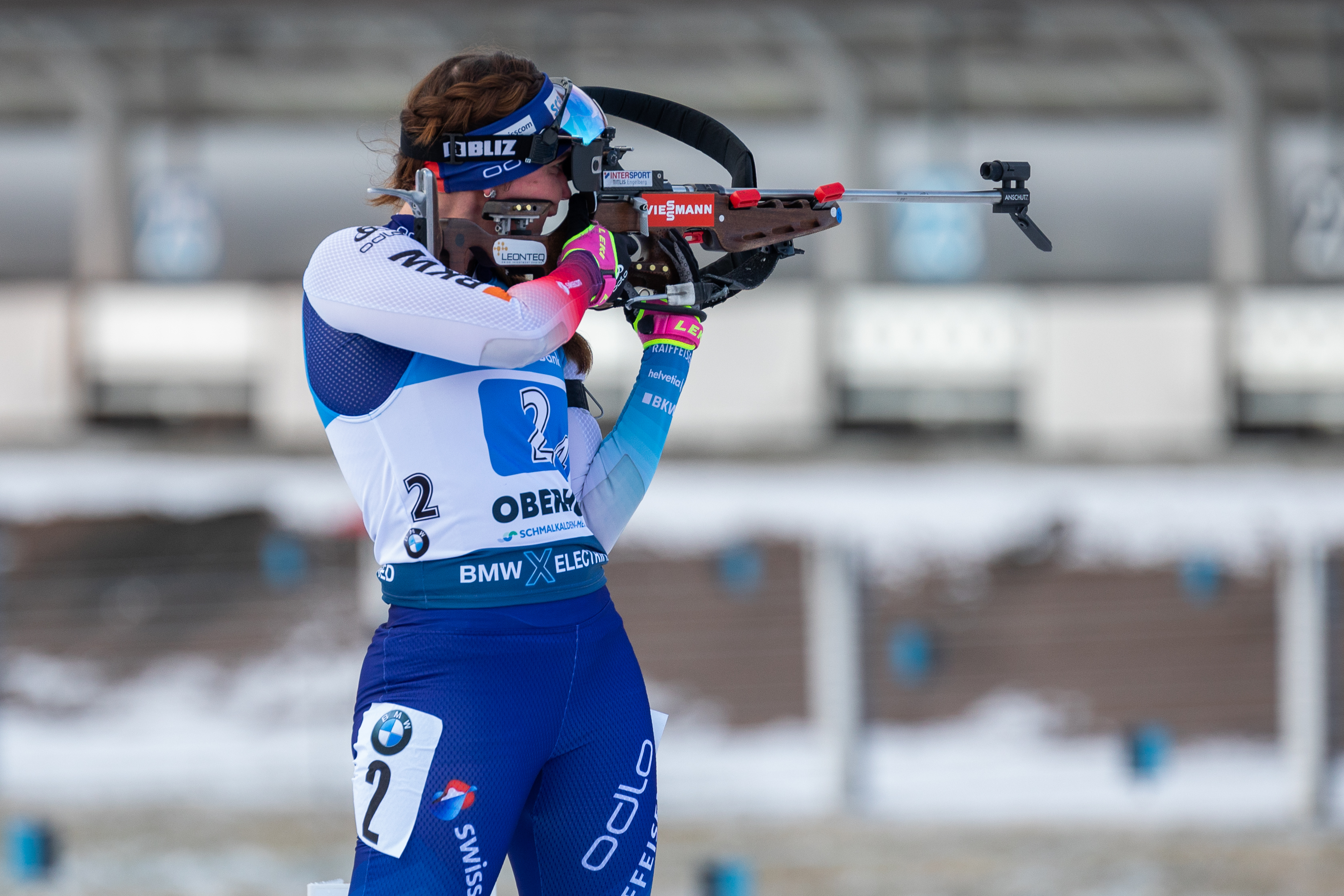
Häcki-Groß beim Stehendschiessen (Weltcup in Oberhof 2020)

Zum Auftakt der Saison 2016/17 traf Häcki-Groß in der Verfolgung von Östersund zum ersten Mal in einem Wettkampf mit allen Schüssen und kam – als Zwölfte gestartet – auf dem vierten Platz ins Ziel. Sie schloss den Winter auf Rang 32 des Weltcupgesamtklassements ab und war damit hinter Selina Gasparin die zweitbeste Schweizerin. Als Schwachstelle machte der von 2014 bis 2018 amtierende Nationaltrainer Armin Auchentaller vor allem Häcki-Groß’ mangelnde Konstanz aus: Über die gesamte Saison 2016/17 hinweg verfehlte sie mit einer Trefferquote von 76 % etwa jeden vierten Schuss und zählte damit im Weltcupvergleich zu den eher schwächeren Athletinnen. Bei ihrer ersten Olympiateilnahme 2018 erzielte Häcki-Groß als bestes Einzelergebnis einen achten Rang in der Verfolgung und wurde ausserdem Sechste mit der Frauenstaffel.
Die 2018 auf Auchentaller als Betreuerin des Nationalteams folgende Sandra Flunger stellte das Training der Schweizerinnen um. Häcki-Groß lobte die neuen Übungspläne und sprach im Vorfeld der Saison 2018/19 von grossen Fortschritten am Schiessstand und dem Eindruck, in der Loipe «spritziger» zu sein. Tatsächlich verbesserten sich insbesondere ihre Leistungen im Laufen. 2017/18 war sie lediglich etwa ein Prozent schneller als der Schnitt des Teilnehmerfeldes, im Winter 2019/20 drei Prozent, womit sie in den Laufstatistiken zu den fünfzehn führenden Biathletinnen im Weltcup gehörte.
Zwischen 2018/19 und 2022/23 war Häcki-Groß in fünf aufeinanderfolgenden Wintern die bestplatzierte Schweizerin im Weltcup-Gesamtklassement mit Positionen zwischen Rang 19 und Rang 32. Zum ersten Mal auf dem Weltcup-Podest stand sie im Dezember 2018 auf der Pokljuka als zweite Läuferin der Mixed-Staffel, die auf dem zweiten Rang ins Ziel kam. Ein Jahr später erreichte sie als Dritte der Verfolgung von Annecy-Le Grand-Bornand auch in einem Individualrennen das Podest und war damit nach Selina Gasparin die zweite Schweizer Biathletin, der dies gelang. Mit der Staffel zählte Häcki-Groß in der Saison 2019/20 drei weitere Male zu den ersten drei: Jeweils in der Rolle der Schlussläuferin (folgend auf die drei Gasparin-Schwestern) überquerte sie in Östersund die Ziellinie als Zweite, in Hochfilzen und in Ruhpolding als Dritte. Im März 2021 schloss sie das letzte Rennen der Saison 2020/21 – den Massenstart in Östersund – als Vierte mit 3,9 Sekunden Rückstand auf die drittplatzierte Franziska Preuß ab. Zuvor hatte sie sich bei den Weltmeisterschaften auf der Pokljuka in allen vier Einzelrennen zwischen dem siebten und dem fünfzehnten Rang platziert. Bei den Sommerweltmeisterschaften 2022 in Ruhpolding gewann Lena Häcki-Groß als einzige weibliche Sportlerin aus der Schweiz eine Medaille. Beim Sprint erreichte sie den Bronzerang hinter der Italienerin Lisa Vittozzi und Markéta Davidová aus Tschechien.

### Erste Weltcupsiege (seit 2023)
In der Vorbereitung auf die Saison 2023/24 steigerte Häcki-Groß im Sommertraining mit Sandra Flunger ihren Laufumfang und erhöhte dafür erst im Herbst die Intensität. Während des Winters feierte sie beim Kurzeinzel in Antholz sowie beim Massenstart in Oslo ihre ersten Erfolge im Weltcup. Nach Selina Gasparin war sie die zweite Schweizer Weltcupsiegerin. Im Gesamtweltcup platzierte sich Häcki-Groß als Sechste erstmals unter den ersten zehn, während sie bei den Weltmeisterschaften in Nové Město na Moravě ohne Top-Ten-Platzierung in Einzelrennen blieb, was sie in erster Linie mit Materialproblemen erklärte. Als Grund für ihre Leistungssteigerung gegenüber den vorangegangenen Wintern galten unter anderem ihre verbesserten Schiessergebnisse durch eine bessere Konzentration am Schiessstand.
Im März 2024 wurde Häcki-Groß ins Athletenkomitee der Internationalen Biathlon-Union gewählt. Für dieses sitzt sie zusätzlich mit vollem Stimmrecht im Vorstand des Weltverbands.

## Persönliches
Die Eltern Lena Häcki-Groß’ betreiben in Engelberg ein Hotel garni und unterstützten ihre Tochter zu Beginn der Biathlonlaufbahn finanziell. Häcki-Groß besuchte die Schweizerische Sportmittelschule Engelberg und schloss 2014 die Matura ab. Anschliessend arbeitete sie Teilzeit in einem lokalen Sportgeschäft und begann ein Mathematik-Fernstudium, das sie unterbrach, um sich auf den Sport zu konzentrieren. Sie absolvierte 2015 die Spitzensport-Rekrutenschule und wurde 2018 für vier Jahre als Zeitsoldatin in die Schweizer Armee aufgenommen.
Im Sommer 2022 heiratete Lena Häcki den deutschen Biathleten Marco Groß, den sie acht Jahre zuvor bei den Juniorenweltmeisterschaften in Presque Isle kennengelernt hatte. Sie führt seitdem den Doppelnamen Häcki-Groß. Das Paar lebt im deutschen Biathlon-Stützpunkt Ruhpolding, wo Häcki-Groß in der Chiemgau-Arena als Heimbasis trainiert. Ihr Schwiegervater ist der deutsche Biathlonolympiasieger Ricco Groß.
Die Neue Zürcher Zeitung beschrieb Häcki-Groß als «ungestüme Athletin, ausgestattet mit unbändiger Kampfkraft». Ihre Trainerin Sandra Flunger attestierte ihr im Februar 2020, «in Stresssituationen nicht mehr so überimpulsiv wie früher» zu handeln. Dennoch sei es eine Herausforderung, die laufstarke Sportlerin auch zu einer guten Schützin zu formen. Als sportliches Vorbild nannte Häcki-Groß früh in ihrer Karriere die als Pionierin im schweizerischen Frauenbiathlon geltende Selina Gasparin: Die elf Jahre ältere Sportlerin, die lange Zeit als einzige Schweizerin im Weltcup startete, habe ihr und anderen jungen Biathletinnen den Weg geebnet. Das Verhältnis zu den drei Gasparin-Schwestern als Teamkolleginnen beschrieb sie 2020 als sehr gut, auch Aita Gasparin sprach von Häcki-Groß als «vierte[r] Schwester».
Im April 2022 sagte Häcki-Groß in einem (in den Zeitungen von CH Media veröffentlichten) Interview, dass sie seit Beginn ihrer Laufbahn als Leistungssportlerin eine Binge-Eating-Essstörung habe und sich deswegen seit Frühling 2021 in psychiatrischer Behandlung befinde. Sie habe neben der Essstörung lange Zeit gut trainieren können und sich als Biathletin weiterentwickelt, dann aber gemerkt, dass sie Hilfe brauche, weil die Störung «immer und überall ein Thema» gewesen sei.

## Statistiken

### Weltcupsiege
| Nr. | Datum         | Ort     | Disziplin   |
| --- | ------------- | ------- | ----------- |
| 1.  | 19. Jan. 2024 | Antholz | Kurz-Einzel |
| 2.  | 2. März 2024  | Oslo    | Massenstart |

### Weltcupplatzierungen
Die Tabelle zeigt alle Platzierungen (je nach Austragungsjahr einschliesslich Olympische Spiele und Weltmeisterschaften).
- 1.–3. Platz: Anzahl der Podiumsplatzierungen
- Top 10: Anzahl der Platzierungen unter den ersten zehn (einschliesslich Podium)
- Punkteränge: Anzahl der Platzierungen innerhalb der Punkteränge (einschliesslich Podium und Top 10)
- Starts: Anzahl gelaufener Rennen in der jeweiligen Disziplin
- Staffel: inklusive Mixed- und Single-Mixed-Staffeln

| Platzierung               | Einzel | Sprint | Verfolgung | Massenstart | Staffel | Gesamt |
| ------------------------- | ------ | ------ | ---------- | ----------- | ------- | ------ |
| 1. Platz                  | 1      |        |            | 1           |         | 2      |
| 2. Platz                  |        |        | 1          |             | 2       | 3      |
| 3. Platz                  |        | 1      | 1          | 1           | 2       | 5      |
| Top 10                    | 2      | 9      | 11         | 6           | 46      | 74     |
| Punkteränge               | 12     | 49     | 43         | 25          | 67      | 196    |
| Starts                    | 26     | 78     | 55         | 25          | 67      | 251    |
| Stand: Saisonende 2023/24 |        |        |            |             |         |        |

| Saison  | Einzel | Sprint | Verfolgung | Massenstart | Gesamt | Gesamt |
| Saison  | Platz  | Platz  | Platz      | Platz       | Punkte | Platz  |
| ------- | ------ | ------ | ---------- | ----------- | ------ | ------ |
| 2023/24 | 4.     | 7.     | 7.         | 3.          | 853    | 6.     |
| 2022/23 | 19.    | 16.    | 18.        | 21.         | 369    | 19.    |
| 2021/22 | —      | 34.    | 21.        | 28.         | 240    | 32.    |
| 2020/21 | 20.    | 39.    | 21.        | 24.         | 321    | 27.    |
| 2019/20 | 28.    | 31.    | 24.        | 20.         | 301    | 22.    |
| 2018/19 | 25.    | 32.    | 12.        | 26.         | 381    | 25.    |
| 2017/18 | —      | 29.    | 45.        | 46.         | 148    | 44.    |
| 2016/17 | 66.    | 27.    | 30.        | 34.         | 255    | 32.    |
| 2015/16 | —      | 70.    | 72.        | —           | 31     | 72.    |
| 2014/15 | —      | 50.    | 72.        | —           | 64     | 60.    |

### Biathlon-Weltmeisterschaften
|                                      | Einzelwettbewerbe | Einzelwettbewerbe | Einzelwettbewerbe | Einzelwettbewerbe | Staffelwettbewerbe | Staffelwettbewerbe   | Staffelwettbewerbe |
| Sprint                               | Verfolgung        | Einzel            | Massenstart       | Damenstaffel      | Mixed-Staffel      | Single-Mixed-Staffel |                    |
| ------------------------------------ | ----------------- | ----------------- | ----------------- | ----------------- | ------------------ | -------------------- | ------------------ |
| Weltmeisterschaften 2015 Kontiolahti | 27.               | 35.               | 85.               | –                 | 21.                | –                    |                    |
| Weltmeisterschaften 2016 Oslo        | 21.               | 33.               | 67.               | –                 | 16.                | –                    |                    |
| Weltmeisterschaften 2017 Hochfilzen  | 35.               | 48.               | 85.               | –                 | 13.                | 14.                  |                    |
| Weltmeisterschaften 2019 Östersund   | 53.               | 14.               | 11.               | 30.               | 13.                | 11.                  | –                  |
| Weltmeisterschaften 2020 Antholz     | 63.               | –                 | 59.               | –                 | 6.                 | 10.                  | 5.                 |
| Weltmeisterschaften 2021 Pokljuka    | 7.                | 12.               | 12.               | 15.               | 12.                | 10.                  | –                  |
| Weltmeisterschaften 2023 Oberhof     | 28.               | 33.               | 9.                | 11.               | 8.                 | 7.                   | 12.                |
| Weltmeisterschaften 2024 Nové Město  | 66.               | –                 | 17.               | 24.               | 9.                 | 4.                   | 5.                 |

### Olympische Winterspiele
|                                             | Einzelwettbewerbe | Einzelwettbewerbe | Einzelwettbewerbe | Einzelwettbewerbe | Staffelwettbewerbe | Staffelwettbewerbe |
| Sprint                                      | Verfolgung        | Einzel            | Massenstart       | Damenstaffel      | Mixedstaffel       |                    |
| ------------------------------------------- | ----------------- | ----------------- | ----------------- | ----------------- | ------------------ | ------------------ |
| Olympische Winterspiele 2018 \| Pyeongchang | 26.               | 8.                | 34.               | 23.               | 6.                 | 13.                |
| Olympische Winterspiele 2022 \| Peking      | 23.               | 24.               | 24.               | 16.               | DNF                | 8.                 |